# Ожигановський
Ожига́новський (рос. Ожигановский, марій. Жиган) — селище у складі Новотор'яльського району Марій Ел, Росія. Входить до складу Пектубаєвського сільського поселення.
Стара назва — Івановка.

## Населення
Населення — 64 особи (2010; 79 у 2002).
Національний склад (станом на 2002 рік):
- росіяни — 77 %